# Ranxeria Redwood Valley
La ranxeria Redwood Valley (també anomenada Reserva Redwood Valley) és la reserva de la terra on hi resideix la comunitat d'amerindis coneguda com a banda d'indis pomo de Redwood Valley. Es troba al nord-est de la ciutat de Redwood Valley del comtat de Mendocino (Califòrnia).

## Situació i estat de la terra
La reserva té una extensió de 177 acres (0,7 km²) a la banda nord de la vall del riu Russian. El terreny és boscós i muntanyós amb alguns rius i rierols. L'àrea es troba en un clima temperat i de transició entre les valls costaneres i interiors. Les precipitacions mitjanes són de 890 mm l'any.
La terra de la reserva va ser adquirit pel govern dels Estats Units el 19 de juliol de 1909, però la ranxeria fou terminada l'1 d'agost de 1961, juntament amb altres 43 ranxeries a Califòrnia, d'acord amb la Llei de Ranxeries de Califòrnia de 1958.
A mitjans de la dècada de 1970 la reserva Redwood Valley, juntament amb altres 16 comunitats ameríndies, va presentar una demanda davant el govern dels Estats Units a la recerca del reconeixement federal en un cas conegut com ''Tillie Hardwick v. United States of America. El 1983 les comunitats van guanyar el plet.
Des de llavors la Reserva Redwood Valley ha adquirit 170 acres, mantinguts en fideïcomís pel govern dels Estats Units des de 1985.

## Cultura i Història
Els pomo de Redwood Valley van viure una vegada a l'àrea de Little River al nord-est de la regió del llac Clear. L'arribada dels colons europeus al segle xix desplaçà més pomo de les seves terres natives.
A principis de 1900 el Congrés va autoritzar una investigació de les condicions de vida dels indis sense terra. El Congrés va apartar i comprar petites parcel·les de terres com a reserves índies (sovint anomenades ranxeries a Califòrnia) per als nadius americans. entre 1906 i 1913 un advocat de San Jose, C.E. Kelsey, va supervisar personalment la compra de terres al nord i centre de Califòrnia de conformitat amb les lleis, incloses les terres per la ranxeria Redwood Valley.
La ranxeria va estar activa fins a 1958, quan va ser terminada per la Llei de Ranxeries de Califòrnia de 1958. Al seu acabament molts membres de la tribu de Redwood Valley van emigrar a les ciutats a la recerca d'ocupació, mentre que només unes poques famílies d'amerindis van romandre a la ranxeria. No obstant això la ranxeria es va restablir el 1983, i des de llavors la tribu ha format un govern tribal, va adquirir una superfície de terres i va començar un programa de desenvolupament econòmic.

## Govern
El 20 de juny de 1987 la banda d'indis pomo Redwood Valley va aprovar una constitució i estatuts, segons la Llei de Reorganització Índia de 1934. Aquesta tribu ara governa la ranxeria Redwood Valley mitjançant un consell general que elegeix un consell tribal de 7 membres. És una tribu reconeguda federalment per la Bureau of Indian Affairs.